# Carrick Castle (Argyll and Bute)

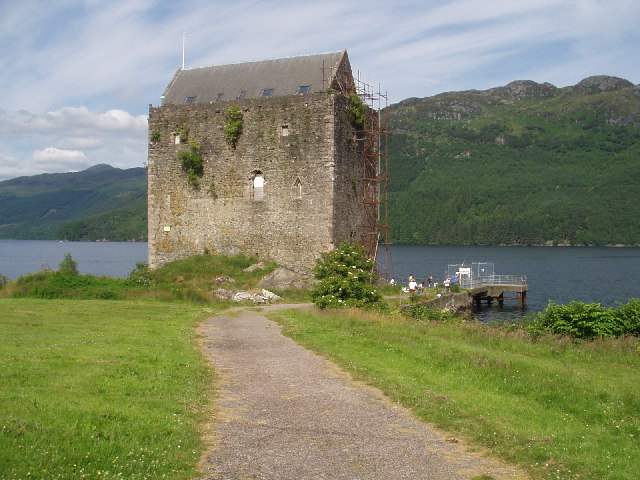
Blick auf Carrick Castle von der Landseite

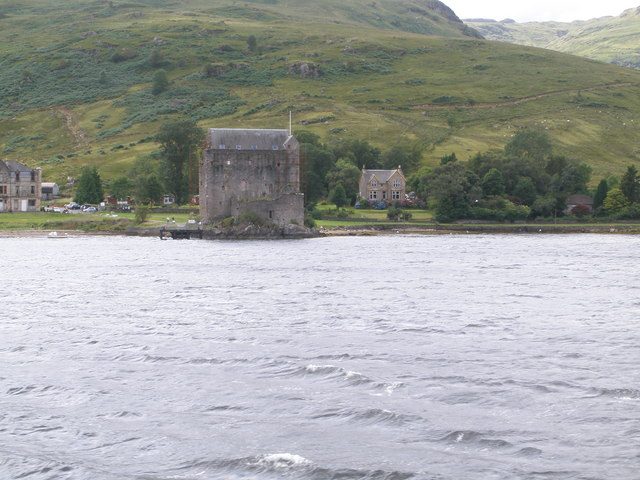
Ansicht von der Seeseite

Carrick Castle ist eine Burg im Nordosten der schottischen Halbinsel Cowal. Sie liegt an der Küste des Meeresarmes Loch Goil in der Ortschaft Carrick, etwa sieben Kilometer südlich von Lochgoilhead. 1971 wurde Carrick Castle in die schottischen Denkmallisten in der Kategorie A aufgenommen. Des Weiteren sind Teile als Scheduled Monument geschützt. Wahrscheinlich war die strategisch an der Route zwischen dem Firth of Clyde und Loch Fyne gelegene Burg einst von Wasser umgeben und dadurch günstiger zu verteidigen. Der Kanal zwischen Gebäude und Küste verlandete jedoch später.

## Geschichte
Erbauer von Carrick Castle waren die Campbells of Lochawe. Der Namensteil Carrick leitet sich von gälisch Carraig (Fels) und nicht von der schottischen Region Carrick ab. Während in früheren Quellen das 15. Jahrhundert als wahrscheinlicher Bauzeitraum von Carrick Castle angegeben wird, erscheint es nach umfangreichen archäologischen Untersuchungen heute plausibler, von einem Bau im 14. Jahrhundert auszugehen. Es sind vier Nutzungsphasen beschrieben. Die unterste Bodenschicht sitzt direkt auf dem Grundgestein auf, welches vor dem Bau nur grob behauen wurde, um ein ebenes Fundament zu bilden. In dieser Schicht, welche die Zeit des Baus und der frühesten Nutzung anzeigt, wurden zahlreiche Eisenartefakte, Knochen und Tonscherben gefunden. Bei letzteren handelt es sich um importierte, wahrscheinlich aus dem späten 13. Jahrhundert stammende Ware. Aus dieser Zeit stammen die heute wahrscheinlich unverändert erhaltenen beiden vier beziehungsweise drei Meter breiten Kellerräume. Sie wurden mit einer 50 cm mächtigen Tonschicht teilweise verfüllt.
Oberhalb dieser Schicht finden sich die Spuren der zweiten Nutzungsphase. Anhand der Verwendung von behauenem Steinmaterial zu einem lehmverfugten Mauerwerk kann darauf geschlossen werden, dass in dieser Phase eine Renovierung oder ein Umbau stattgefunden hat. Die Kellerräume wurden hierbei weitgehend mit Gesteinsschutt verfüllt. Phase 3 kann dem späten 15. und 16. Jahrhundert zugeordnet werden. Aus dieser Zeit sind zahlreiche Artefakte erhalten, darunter zwei aus Frankreich stammende Gefäße, die auf das 16. Jahrhundert datiert werden, und eine Nürnberger Münze sowie ein verzierter Messergriff aus dem späten 15. Jahrhundert. Carrick Castle wurde wahrscheinlich Ende des 17. Jahrhunderts aufgegeben. Im Zuge der Aufstände gegen König Jakob II., in die John Campbell, 9. Duke of Argyll involviert war, bombardierte die HMS Kingfisher Carrick Castle. Das Gebäude wurde schwer beschädigt und von diesem Zeitpunkt an allenfalls sporadisch genutzt. In der obersten Erdschicht ist die nachfolgende Zeit dokumentiert, in welcher Carrick Castle weitgehend ungenutzt verfiel. Im Viktorianischen Zeitalter wurden zum Bau neuer Häuser Steine aus der Ruine entfernt. 1988 begannen Restaurierungsarbeiten, bei denen weite Teile des ursprünglichen Bauwerks wiederhergestellt und bewohnbar gemacht wurden.